# Plafond salarial
Pour les articles homonymes, voir Plafond.
Le plafond salarial est, dans une ligue ou division sportive, la masse salariale maximale que chaque équipe ne peut dépasser. L'objectif est de limiter l'accumulation de gros salaires dans un club sportif et donc de garantir une certaine équité entre les clubs d'une même ligue et également d'éviter un déficit général. Initialement introduite dans les sports majeurs nord-américains (Salary Cap), cette mesure a été étendue à d'autres sports et d'autres pays.

## NBA
Pour la saison 2013-2014 de la National Basketball Association (NBA), le plafond est fixé à 58,04 millions de dollars. Lors de la saison 1984-1985, ce plafond avait été fixé à 3,6 millions de dollars.
Il a été instauré pour limiter les hauts salaires dans la ligue afin de garantir la rentabilité des équipes. Il existe et a existé de nombreuses exceptions ou aménagements à ce principe, comme la luxury tax, amende pour dépassement autorisé.

## NFL
Appelé « hard cap » en National Football League (NFL), le plafond est de 255,4 millions de dollars en 2024.

## LNH
Le plafond salarial en Ligue nationale de hockey (LNH, NHL en anglais) fut la cause de l'annulation complète (le lock-out) de la saison 2004-2005 de la Ligue nationale de hockey (LNH).
Il se compose d'un minimum et d'un maximum :
- le minimum constituant la masse salariale minimale ; elle doit obligatoirement être distribuée à l'effectif de la franchise ;
- le maximum constituant le plafond salarial maximal autorisé de l'effectif. Il ne peut être dépassé en aucune mesure à la fin de la saison, malgré les bonus existants. Si jamais il devait être dépassé, la franchise se verrait sanctionner financièrement suivant ce qui a provoqué le dépassement. Soit une amende lui serait infligée, soit le montant des salaires qui excédait le plafond salarial de la saison achevée se verrait reporté la saison suivante sur la masse salariale de la franchise.

| Saison    | Plancher        | Plancher       | Plafond         | Plafond        |
| Saison    |                 | (millions $US) |                 | (millions $US) |
| --------- | --------------- | -------------- | --------------- | -------------- |
| 2005-2006 | en stagnation   | 21,5           | en stagnation   | 39             |
| 2006-2007 | en augmentation | 28             | en augmentation | 44             |
| 2007-2008 | en augmentation | 34,3           | en augmentation | 50,3           |
| 2008-2009 | en augmentation | 40,7           | en augmentation | 56,7           |
| 2009-2010 | en stagnation   | 40,8           | en stagnation   | 56,8           |
| 2010-2011 | en augmentation | 43,4           | en augmentation | 59,4           |
| 2011-2012 | en augmentation | 48,3           | en augmentation | 64,3           |
| 2012-2013 | en diminution   | 44             | en augmentation | 70,2           |
| 2013-2014 | en stagnation   | 44             | en diminution   | 64,3           |
| 2014-2015 | en augmentation | 51             | en augmentation | 69             |
| 2015-2016 | en augmentation | 52,8           | en augmentation | 71,4           |
| 2016-2017 | en augmentation | 54             | en augmentation | 73             |
| 2017-2018 | en augmentation | 55,4           | en augmentation | 75             |
| 2018-2019 | en augmentation | 58,8           | en augmentation | 79,5           |

## MLB
Dans la Ligue majeure de baseball (MLB), il n'existe pas de plafond salarial, mais un principe d'amendes (taxe de luxe) pour les équipes ayant des masses salariales très élevées, comme les Dodgers de Los Angeles, les Yankees de New York ou les Red Sox de Boston. Un projet de création de plafond salarial, approuvé par les propriétaires de franchises par un vote de 25 contre 3 mais refusé par le syndicat des joueurs, fut au cœur du contentieux ayant mené à la grève de 1994-1995 dans le baseball majeur.

## Major League Soccer
En 2013, le plafond salarial de la Major League Soccer (MLS) attribué à chaque équipe est de 3,1 millions de dollars. La somme des salaires des 20 joueurs les mieux payés de chaque équipe ne doit pas dépasser ce seuil. Il existe néanmoins différentes règles pour que le salaire de certains joueurs soit partiellement ou en totalité exclu de ce calcul.
Une des principales règles d'exception au plafond salariale a créé en 2007 par la MLS ; il s'agit de la règle du joueur désigné (designated player rule en anglais) familièrement appelée règle  Beckham, car elle a été créée pour faire venir David Beckham en MLS. Cette règle permet à chaque club de rémunérer jusqu'à trois « joueurs désignés »  d'un montant salarial libre en ne déduisant que 387 500 US$ par joueur désigné sur leur masse salariale globale.
Le niveau du plafond salarial de la MLS implique que les joueurs moyens de ce championnat sont beaucoup moins bien rémunérés que les joueurs moyens des championnats professionnels européens. La règle du joueur désigné permet d'attirer quelques grandes stars internationales dans la ligue en affectant davantage encore le salaire des autres joueurs des équipes qui font le choix de telles recrues. Avec cette règle, un joueur comme David Beckham ou Thierry Henry peut gagner plus que la masse salariale d'une équipe complète de MLS.
| Saison | Plafond         | Plafond               | Nb de Joueurs désignés | Nb de Joueurs désignés |
| Saison |                 | (millions $US/équipe) |                        |                        |
| ------ | --------------- | --------------------- | ---------------------- | ---------------------- |
| 2006   | ?               | 1,9                   | 0                      |                        |
| 2007   | en augmentation | 2,1                   | 6                      |                        |
| 2008   | en augmentation | 2,3                   | 8                      |                        |
| 2009   | ?               | ?                     | 9                      |                        |
| 2010   | en augmentation | 2,55                  | 20                     |                        |
| 2011   | en augmentation | 2,675                 | 23                     |                        |
| 2012   | en augmentation | 2,81                  | 34                     |                        |
| 2013   | en augmentation | 2,95                  | 30                     |                        |
| 2014   | en augmentation | 3,1                   | 39                     |                        |
| 2015   | en augmentation | 3,49                  | 48                     |                        |
| 2016   | en augmentation |                       |                        |                        |
| 2017   | en augmentation |                       |                        |                        |
| 2018   | en augmentation | 4,035                 |                        |                        |
| 2019   | en augmentation | 4,24                  |                        |                        |

## Rugby à XIII

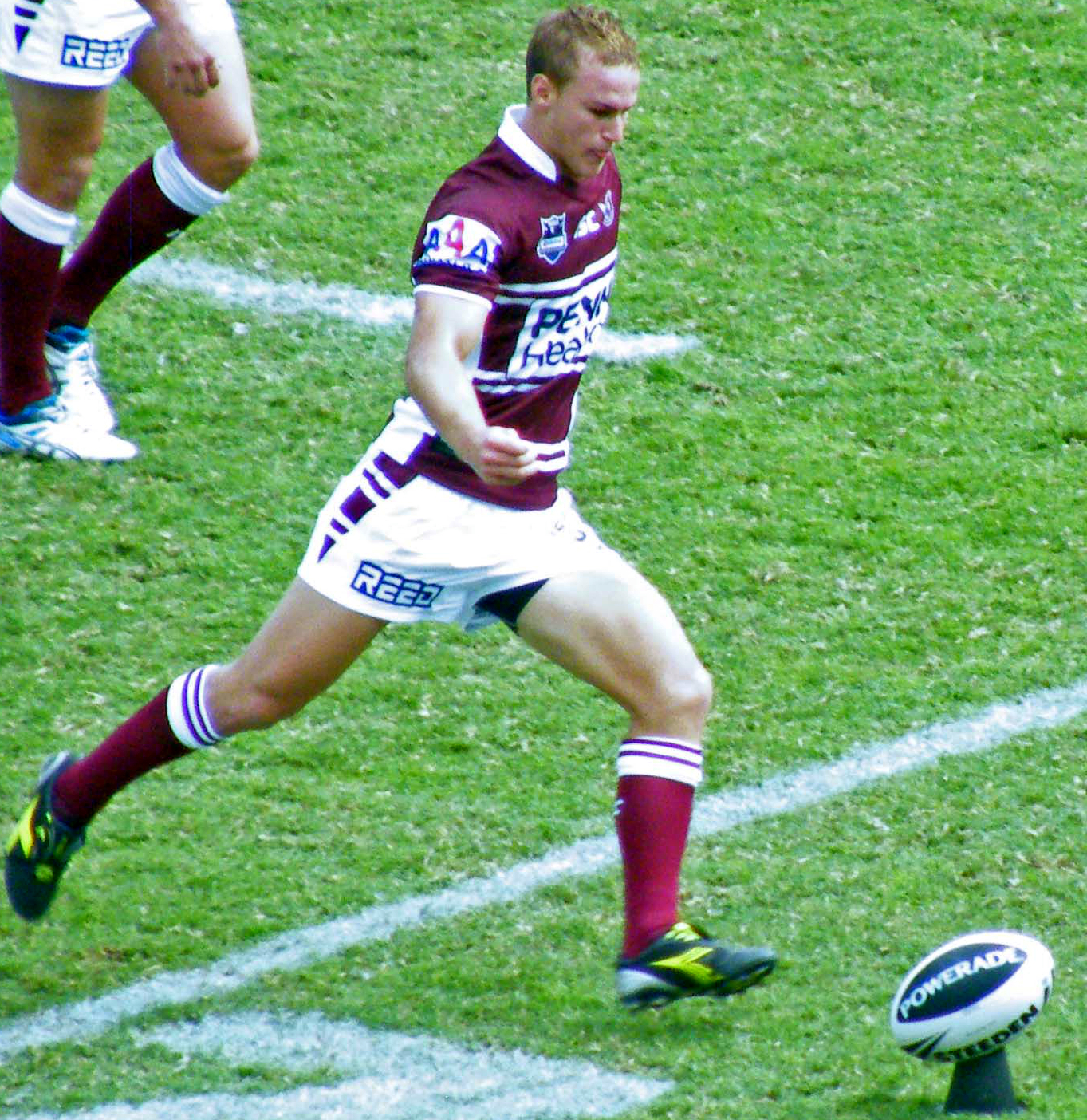
Daly Cherry-Evans est l'un des joueurs les mieux payés au monde en rugby à XIII avec un salaire annuel de 927957 euros en 2017.

### National Rugby League
Un plafond salarial est instauré en NSWRL en 1990 repris lors de la création de la National Rugby League. En 2013, il est de 5,85 millions de dollars australiens pour passer à 6,3 millions de dollars australiens en 2014, 6,55 en 2015, 6,8 en 2016 et 7 millions dollars australiens (soit 4 996 695 euros) en 2017. Ce plafond salarial est activement surveillé et l'instance gouvernante n'a pas hésité à sanctionner durement les clubs l'ayant dépassé à l'image du Melbourne Storm en 2010 avec l'annulation de plusieurs titres obtenus par le club.

### Super League
En Super League, il est décidé en avril 2017 d'augmenter le plafond salarial. Alors qu'il est de 2,14 millions d'euros en 2017, il passe à 2,23 millions en 2018, 2,35 en 2019 puis 2,47 en 2020. Ce plafond salarial est la masse salariale constitué par les contrats des vingt-cinq joueurs de chaque effectif des clubs avec certaines dispenses à savoir qu'un joueur n’ayant pas joué à XIII ou en équipe d’Academy (équipe jeunes) aura un salary cap limité à 0 la première année et 50 % pour sa deuxième saison. Enfin, tous les joueurs de moins de 21 ans ne faisant pas partie de la liste des vingt-cinq joueurs les mieux payés du club et ayant un salaire annuel inférieur à 23 500 euros seront comptés à 0 dans le plafond salarial.

## Rugby Premiership
Dans le Championnat d'Angleterre de rugby à XV, le plafond salarial est fixé à 4 millions de livres et, afin de faire face à la crise économique de 2008, il a été gelé pour deux ans en 2009.

## WNBA
Dans la Women's National Basketball Association américaine (WNBA), l'accord collectif signé entre les joueuses et la ligue a fixé le plafond à 803 000 dollars en 2009. En 2013, soit au terme de cet accord, le plafond maximal autorisé pour une équipe sera fixé à 803 000 dollars.

## KHL
Dans la Ligue continentale de hockey  (KHL), ligue eurasienne de hockey, la convention collective prévoit un plafond salarial « mou » car les équipes qui dépassent le plafond salarial paient une taxe de luxe de 30 %, qui est versé dans un compte de stabilisation spécial ayant pour objectif de venir en aide aux clubs en difficulté financière. De plus, chaque équipe peut placer jusqu'à un maximum de deux « joueur désigné » ne comptant pas sous le plafond.